# Stanisław Karczmarczyk
Stanisław Jan Karczmarczyk (ur. 24 stycznia 1933 w Jodłowej, zm. 2 października 2015 w Szczecinie) – polski profesor nauk rolniczych, specjalista w zakresie agronomii i nawadniania roślin

## Życiorys
Stanisław Karczmarczyk urodził się w rodzinie Józefa i Marii z domu Łuszczek w Jodłowej, gdzie uczęszczał do Liceum Ogólnokształcącego i zdał maturę (1950). Po studiach na Katolickim Uniwersytecie Lubelskim otrzymał dyplom magistra pedagogiki (1955). W latach 1955–1960 studiował w Wyższej Szkole Rolniczej w Szczecinie, otrzymując dyplom magistrem inżynierem rolnictwa. Przez kolejne 3 lata pracował w Powiatowej Radzie Narodowej w Świnoujściu. W 1964 został zatrudniony w WSR w Szczecinie, gdzie przeszedł przez wszystkie szczeble kariery akademickiej od stanowiska asystenta do profesora zwyczajnego. W 1970 otrzymał tam stopień doktora nauk rolniczych po obronie rozprawy Zagadnienia uprawy roślin strączkowych na Pomorzu Zachodnim, wykonanej pod kierunkiem prof. dr hab. Stanisława Laskowskiego. W 1980 został doktorem habilitowanym na podstawie monografii Wpływ deszczowania i nawożenia mineralnego na plonowanie bobiku, pszenicy i jęczmienia jarego uprawianych w ogniwie zmianowania oraz na zmiany niektórych właściwości roli. W latach 1979–1988 kierował Pracownią Nawadniania Roślin, a od 1988 do przejścia na emeryturę w 2003 – Zakładem Podstaw Produkcji Roślinnej i Nawadniania. W 1988 otrzymał tytuł naukowy profesora nadzwyczajnego, a w 2001 – tytuł profesora zwyczajnego.
Został pochowany na Cmentarzu Centralnym w Szczecinie w kwaterze 85/1GR/6/7.

## Praca naukowa
Stanisław Karczmarczyk zajmował się intensyfikacją produkcji roślinnej na glebach lekkich ze szczególnym uwzględnieniem wpływu deszczowania i nawożenia mineralnego na wielkość i jakość plonów, aktywność procesów fizjologicznych w roślinach oraz zmiany fizyczne i biologiczne właściwości gleby. Eksperymenty związane z nawadnianiem roślin miał okazję prowadzić w strefach klimatu suchego i umiarkowanego w Izraelu, gdzie przebywał na stażu naukowym „International Course on Irrigation” w Instytucie Ruppin. Przez prawie 10 lat przebywał  w USA, gdzie w Laboratorium Biologii Eksperymentalnej na Uniwersytecie w Massachusetts  wspólnie z profesorem Robertem Devlinem i profesor Ireną Zbieć prowadził badania dotyczące mechanizmów działania herbicydów i regulatorów wzrostu oraz możliwości ich zastosowania w produkcji rolniczej.
Opublikował 455 prac (w tym 166 w języku angielskim), 3 podręczniki. Wyniki badań prezentował na 75 międzynarodowych kongresach i sympozjach naukowych. Wypromował 2 doktorów i 1 doktora honoris causa,  a także 62 magistrów i 12 inżynierów.

## Wybrane publikacje
- Chlorophyll production and chloroplast development in norflurazon-treated plants. „Weed Res.” 1976, 16, 2, s. 125-129 (wsp. Robert M. Devlin, Marian J. Kisiel)[9]
- Badania możliwości stosowania norflurazonu do zwalczania Agropyron repens (L.). II. Wrażliwość niektórych roślin uprawnych na norflurazon. „Acta Agrobot.” 1978, 31, 1-2, 47-60 (wsp. Irena Zbieć)[10]
- The use of post‐luminescence decay and fluorescence emission to detect initial herbicide toxicity. „Weed Res.” 1981, 21, 3-4, s. 133-136 (wsp. Robert M. Devlin, Irena Zbieć, Antoni Murkowski)[11]
- Podstawy produkcji roślinnej. AR Szczecin 1997. ISBN 83-86521-39-2 (wsp. Jakub Kopczyński, Zdzisław Koszański)
- Agrotechnika roślin uprawnych. AR Szczecin 2005. ISBN 83-7317-135-5
- Nawadnianie roślin. PWRiL Poznań 2006. ISBN 978-83-09-01009-8 (wsp. L. Nowak)
- Influence of irrigation and methanol on physiological processes and yield of small bean (Vicia faba minor L.) and sugar beet (Beta vulgaris var. Saccharifera). Acta Hortic. 2007, 729, s. 397-401 (wsp. Irena Zbieć, Cezary Podsiadło)[12]

## Odznaczenia i nagrody
- Złota Odznaka Gryfa Pomorskiego[1][4]
- Złoty Krzyż Zasługi[1][4]
- Medal Komisji Edukacji Narodowej[1][4]
- Medal Zasłużony dla Akademii Rolniczej w Szczecinie[8]
- Medal Pamiątkowy Uniwersytetu w Massachusetts[1][4]
- Nagroda zespołowa Ministra Edukacji Narodowej za osiągnięcia w zakresie nawadniania roślin (2000)[8]